# أرز ذهبي
 الأرز الذهبي  (بالإنجليزية: Golden Rice)‏ هو أحد سلالات  أرز أسيوي  أو  الأرز  المنتجة من خلال الهندسة الوراثية للتركيب الحيوي للبيتا- كاروتين (بالإنجليزية: biosynthesize beta-carotene)‏، والذي يمثل مؤشراً للأجزاء التابعة لفيتامين (أ) في الأجزاء القابلة للأكل من نبات الأرز. وقد نُشرت التفاصيل العلمية للأرز لأول مرةٍ في المجلة العلمية:  العلم  في عام 2000. وكان الأرز الذهبي قد تم تطويره كنباتٍ مقويٍ ليُستخدَم في تلك المناطق التي يوجد فيها نقصٍ أو عجزٍ من المواد الغذائية الغنية فيتامين ألف. هذا وفي عام 2005، ظهرت سلالةٌ جديدةٌ من الأرز الذهبي أُطْلِقَ عليها (الأرز الذهبي 2)، والتي تتسم بأنها تنتج زيادةً قدرها 23 مرةً من البيتا- كاروتين عن الأرز الذهبي الأصلي (السلالة الأولى الأصلية من الأرز الذهبي). إلا أن كلتا السلالتين ليستا متاحتين للاستهلاك الآدمي حتى وقتنا هذا. حيث أنه على الرغم من أن سلالة الأرز الذهبي قد تم تطويرها على أساس أنها صالحة للاستهلاك الآدمي، إلا أنها قُوبِلَت بمعارضةٍ واضحةٍ من نشطاء حقوق البيئة والمناهضين للعولمة.

## الإنتاج

مشهد مٌبَسَّط لمسار التركيب الحيوي البيولوجي للكاروتينويد carotenoid في نبات الأرز الذهبي. ونلاحظ في الرسم أن الإنزيمات والتي توجد في سويداء الأرز الذهبي، والموضحة باللون الأحمر، تحفز التريب البيولوجي للبيتا- كاروتين من geranylgeranyl diphosphate (ثنائي فوسفات الغيرانيلجيرانيل). ومن المفترض للبيتا- كاروتين أن يتحول إلى حمض الريتينال ومن ثم فيتامين ألف داخل أمعاء الحيوان.

وقد أنتج Ingo Potrykus، الأستاذ بمعهد علوم الزراعة في المعهد الفيدرالي السويسري للتقنية الأرز الذهبي، بالتعاون مع بيتر باير، الأستاذ بجامعة فرايبورغ (بالإنجليزية: University of Freiburg)‏. حيث بدأ المشروع عام 1992، وفي تاريخ إعلان المنتج الزراعي عام 2000، كان يُعَدُ الأرز الذهبي إنجازاً خارقاً في مجال التقنية الحيوية، حيث قام الباحثون بهندسة وتعديل مسار التركيب الحيوي بالكامل.
وكان الأرز الذهبي قد صُمِم من قبل ليقوم بإنتاج بيتا كاروتين، والذي يمثل مؤشراً لفيتامين ألف، وذلك في الجزء من نبات الأرز الذي يتناوله البشر/ والذي يمثل سويداء بذرة الأرز. مع ملاحظة أن نبات الأرز الطبيعي يقوم بإنتاج البيتا- كاروتين، وهو عبارة عن صباغ الكاروتينويد والتي تتواجد على الأوراق وتشارك في عملية التمثيل الضوئي. على الرغم من ذلك، فإن النبات لا ينتج طبيعياً تلك الصباغ في منطقة سويداء حبة الأرز، حيث أن التمثيل الغذائي لا تحدث في منطقة سويداء البذور.
ومن ثم يتم إنتاج الأرز الذهبي من خلال تحويل الأرز مع إثنين من جينات التركيب الحيوي للبيتا- كاروتين:
1. psy   الفيتون سينثاسا (بالإنجليزية:  phytoene synthase)‏ من نبات  النرجس البري   (بالإنجليزية:  Narcissus pseudonarcissus)‏ .
2. crt1   من بكتريا التربة  Erwinia uredovora . (ساد المعتقد أن دمج وإدراج جين lyc (بالإنجليزية: lycopene cyclase)‏ يكون ضرورياً، إلا أن الأبحاث الإضافية أوجدت أنها تُنْتَج في سويداء بذور الأرز البري).

وهنا تحولت جيني  psy  و crt1  داخل جينوم الأرز النووي وتم التحكم فيها بواسطة المحفز الخاص بسويداء الحبوب، حيث أنه لا يتم التعبير عنها وصياغتهما إلا في الحبوب (الصالحة للتناول الآدمي). كما أن للجين الخارجي lyc تسلسل بيبتيد ناقل متصل ومن ثم فهو مستهدف صوب الصانعة الخلوية، حيث يتم تكوين ثنائي فوسفات الغيرانيلجيرانيل (بالإنجليزية: geranylgeranyl diphosphate)‏. إلا أن الجين البكتيري  crt1  كان يمثل دمجاً ضرورياً لاستكمال المسار، حيث أن له القدرة على تحفيز العديد من الخطوات في تركيب الكاروتينويد، في حين تتطلب تلك الخطوات أكثر من إنزيم واحد في النباتات. وهنا يكون المنتج النهائي للمسار المهندَس وراثياً هو الليكوبين، ولكن لو قام النبات بتجميع الليكوبين، فسيكون لون الأرز في تلك الحالة أحمراً. كما أظهرت التحاليل الحديثة أن الإنزيمات الذاتية بالنبات تتعامل مع الليكوبين ليتحول إلى بيتا- كاروتين في البذرة (حبوب الأرز)، مما يُعْطي الأرز لونه الأصفر المُمَيَّز والذي وفقاً له تم إطلاق ذلك الاسم عليه (الأرز الذهبي). وكان قد أُطْلِقَ على السلالة الأصلية من الأرز الذهبي اختصار SGR1، والذي أُنْتِج في أجواء الصوبات الزجاجية 1.6 µg/g من الكاروتينويد.

### تنمية متلاحقة
زُرِعَ الأرز الذهبي مع سلالات الأرز المحلية في كلٍ من الفلبين، تيوان ومع سلالة الأرز الأمريكي «كوكورديا» (بالإنجليزية: Cocodrie)‏. وقد أُجْرِيَت أولى المحاولات الميدانية لزراعة سلالات الأرز الذهبي بواسطة المركز الزراعي التابع لجامعة ولاية لويزيانا عام 2004. حيث ستتيح الاختبارت والفحوصات الميدانية بتوفير مقاييسٍ أكثر دقةٍ للقيمة الغذائية للأرز الذهبي، بالإضافة إلى أنها تُمَكِن من إجراء اختبارات التغذية بعد ذلك. وقد أظهرت النتائج الأولية للاختبارات الميدانية أن الأرز الذهبي المزروع في الميدان يُنْتِج كمية بيتا- كاروتين بمعدل زيادةٍ يتراوح من 4- 5 مراتٍ عن الأرز الذهبي العادي والذي ينمو في أجواء الصوبة الزجاجية.
وفي عام 2005، قام فريقٌ من الباحثين في شركة سينجنتا (بالإنجليزية: Syngenta)‏ للتقانة الحيوية بإنتاج صنفٍ من الأرز الذهبي أُطْلِقَ عليه «الأرز الذهبي 2». حيث دمجوا جين phytoene synthase من الذرة مع crt1 من سلالة الأرز الذهبي الأصلي. وهنا نلاحظ أن الأرز الذهبي 2 ينتج كميةً متزايدةً من الكاريتونويد بمعدل 23 مرةً عن الأرز الذهبي الأصلي (ما قد يتزايد إلى 37 µg/g)، كما يقوم بتجميع البيتا- كاروتين بصورةٍ مستحسنةٍ لتصل إلى (31 µg/g من كمية الكاريتونويد 37 µg/g المنتجة). ومن أجل الحصول على الكمية الموصى بها من الغذاء (بالإنجليزية: Recommended Dietary Allowance)‏، يُوصى بتناول كمية مقدرة بـ 144 جراماً من سلالةٍ عاليةٍ الجودةٍ. إلا أننا نلاحظ أن التوافر البيولوجي (بالإنجليزية: Bioavailability)‏ للكاروتين من كلتا السلالتين لم يتم اختباره في أي نموذجٍ تم تقديمه.
وفي يونيو 2005، تلقى الباحث بيتر باير تمويلاً من مؤسسة بيل ومليندا غيتس من أجل إجراء المزيد من التحسينات في سلالات الأرز الذهبي من خلال زيادة مستويات أو التوافر الحيوي لكدعمات فيتامين ألف، فيتامين إي، الحديد، الزنك وكذلك لتحسين جودة البروتين من خلال التعديل الوراثي.
في حين تنبأت إحدى المقالات التي نُشِرَت عام 2010 أن الأرز الذهبي ستخطى العقبات النظامية الأخيرة، ليصل إلى الأسواق في عام 2012.

## الاستخدامات المتوقعة لمكافحة نقص فيتامين ألف

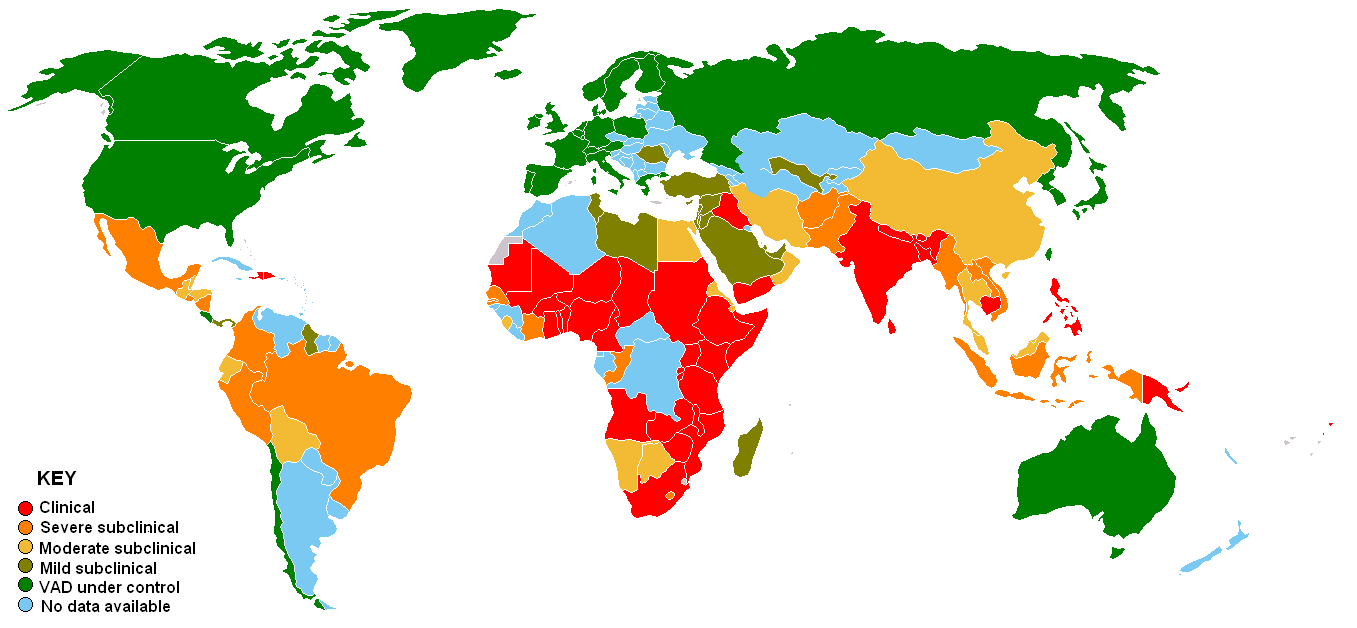
انتشار نقص فيتامين ألف، يشير الأحمر إلى أنه حاد (سريري)، أما الأخضر فيشير إلى أنه الأقل حدة. في حين يشير اللون الأزرق إلأى تلك الدول التي لم تقرر بياناتها. المصدر منظمة الصحة العالمية.

هدفت الأبحاث التي أُجْرِيَت لإنتاج الأرز الذهبي إلى مساعدة الأطفال الذين يُعانون من نقص فيتامين ألف (بالإنجليزية: vitamin A deficiency)‏. حيث قُدِرَت أعداد من يعانون من تأثيرات نقص فيتامين ألف مع مطلع القرن الحادي والعشرين بنحو 124 مليون فرداً، يعيشون في 118 دولةً في كلٍ من أفريقيا ومنطقة جنوب شرق آسيا. حيث أن نقص فيتامين ألف يُعد هو المسؤول عن وفاة 1- 2 مليون حالة وفاةٍ في العالم، بالإضافة إلى إصابة 500.000 فرداً بالعمى الحتمي وكذلك ملايين من حالات جفاف الملتحمة (بالإنجليزية: xerophthalmia)‏ سنوياً. مع ملاحظة أن الأطفال والنساء الحوامل هم الفئات الأكثر تعرضاً للمخاطر. ويتم تناول مكملات فيتامين ألف عن طريق الفم أو الحقن في المناطق التي تتناقص فيها جرعات فيتامين ألف في الوجبات الغذائية. وفي عام 1999، انتشرت برامج تكملة فيتامين ألف في 43 دولةً والتي تُقَدَّم للأطفال دون سن الخامسة؛ حيث أُتيحت جرعتان مرتفعتان من المكملات الغذائية لفيتامين ألف في عشرةٍ من تلك الدول سنوياً، والتي، وفقاً لصندوق الأمم المتحدة للطفولة، لها القدرة على القضاء على نقص فيتامين ألف. على الرغم من ذلك، لاحظت كلٌ من اليونسيف والعديد من المنظمات الغير حكومية والمشاركة في توفير برامج المكملات الغذائية تلك، أن المزيد من الجرعات المنخفضة المتكررة يجب أن تكون هدفاً أينما كانت مجدية.
ونتيجة أن العديد من الأطفال في الدول التي ينتشر بها الوجبات الغذائية التي ينقصها فيتامين ألف يعتمدون على الأرز كعنصرٍ أساسيٍ في وجباتهم الغذائية، يرى الكثيرون أن الاستفادة من التعديل الوراثي من أجل أن يصبح الأرز منتجاً لفيتامين ألف (بيتا- كاروتين) هي طريقةٌ بديلةٌ رخيصةٌ وسهلةٌ للمكملات الغذائية الغنية بالفيتامينات، أو للزيادة في استهلاك الخضروات الخضراء أو المنتجات الحيوانية. ومن ثم فيمكن اعتبار الأرز النظير المعدل وراثياً لفلورة المياه أو الملح المعالج باليود (بالإنجليزية: iodized salt)‏.
هذا وتقترح التحليلات الأولية للفوائد الغذائية المحتملة للأرز الذهبي أن استهلاك الأرز الذهبي لن يمحو مشكلات العمى أو زيادة نسبة الوفيات، إلا أنه يجب أن يُنْظَرُ إليه على أنه مكملاً للطرق الأخرى المغذية والتي تمول الجسم بمكملات فيتامين ألف. ومن ذلك الحين، تم تطوير سلالات محسنة من الأرز الذهبي والتي تحتوي على مدعمات كافية لفيتامين ألف بهدف توفير متطلبات الوجبة الغذائية المتكاملة لهذا المكون الغذائي للأفراد الذين يتناولون نحو 75 جراماً من الأرز الذهبي يومياً.
فعلى الخصوص، وحيث أن الكاروتينات هي كاره للماء (بالإنجليزية: hydrophobic)‏، لابد من توفير كمية كافية من الدهون في الوجبة الغذائية المحتوية على الأرز الذهبي (أو أي مكملات غذائية أخرى لفيتانين ألف)، وذلك بهدف أن تصبح قادرةً على التقليل من نقص فيتامين ألف. ومن هذا المنظور، فمن الواضح والدال احصائياً أن نقص فيتامين ألف نادراً ما يكون ظاهرةً منعزلةً، إلا أنها غالباً ما تكون مزدوجةً مع نقصٍ عامٍ من الوجبة المتزنة المتكاملة (انظر أيضاً حجج فاندانا شيفا بالأسفل). ومن ثم، فعلى افتراض التوافر البيولوجي على قدم المساواة مع المصادر الطبيعية الأخرى لفيتامين ألف، فقد قدرت غرينبيس أن البشر البالغين يتطلبون تناول 9 كيلوغرامات من الأرز الذهبي المطبوخ في مرحلة حياتهم الأولى بهدف الحصول على الكمية الغذائية المسموحة من البيتا- كاروتين، في حين تحتاج المرأة المُرْضِعَة رضاعةً طبيعيةً إلى ضعف تلك الكمية، إلا أن تأثيرات الوجبة الغير متزنة (تفتقر إلى الدهون) لم توضع في الحسبان حينذاك. وبتعبيرٍ آخرٍفإنه ربما من المستحيل فعلياً أن ينمو الفرد كفايةً فضلاً عن تناول كميةً كافيةً من الأرز الذهبي الأصلي للتخفيف من حدة نقص فيتامين ألف. ويشير هذا الإدعاء على الرغم من ذلك إلى صنف نموذج الأرز الذهبي، وحيث أنه تتوافر في بعض السلالات الحديثة كمياتٍ أكبر نسبياً من فيتامين ألف.

## قضايا الملكية الفكرية
تزعَّم بوتريكوس الجهود لتوزيع الأرز الذهبي مجاناً على مزارعي الكفاف. إلا أن هذا الأمر تطلب تواجد العديد من الشركات والتي تمتلك حقوق المكلية الفكرية لنتائج ابحاث Beyer من أجل ترخيصها مجاناً. وقد تلقى Byer تمويلاً من المفوضيات واللجان الأوروبية التابعة لبرنامج الأبحاث 'Carotene Plus'، ومن خلال قبوله تلك التمويلات، طُلِبَ منه بموجب القانون أن يمنح حقوق اكتشافه لرعاة الهيئة التابعة لذلك البرنامج، التي كان يُطْلَقُ عليها Zeneca، أو Syngenta حالياً. ومن ثم فقد استفاد باير وبوتريكوس من 70 حقاً من حقوق الملكية الفكرية التابعة لـ 32 شركةً وجامعةً مختلفةً في إنتاج الأرز الذهبي. كما أنهما احتاجا تأسيس رخصٍ مجانيةٍ لكلِ هؤلاء، ومن ثم أصبح لسينيجيتا والرعاة الإنسانيين الآخرين في ذلك المشروع حق الاستفادة من الأرز الذهبي واستخدامه في برامج تربية النباتات بالإضافة إلى تطوير محاصيلٍ أخرى جديدةٍ.
وتم منح الرخص المجانية، والتي أُطْلِقَ عليها اسم رخصة الاستخدام الإنساني بسرعةٍ بسبب الشعبية الإيجابية التي لاقاها الأرز الذهبي، وخاصةً في مجلة تايم في عددها الصادر في يونيه 2000. حيث زيع صيت الأرز الذهبي بأنه أول محصول معدل وراثياً ومفيد بصورةٍ لا ينازعه عليها محصولٍ آخرٍ، ومن ثم، قُوبِلَ ذلك المحصول باستحسانٍ ودعمٍ واسع النطاق. كما أن شركة مونسانتو كانت واحدةً من أوائل الشركات لتمنح المجموعة ترخيصاً مجانياً.
كما كان لزاماً على تلك المجموعة كذلك أن تحدد وتعلن عن الحد الفاصل (بالأرقام المالية) فيما بين الاستخدام الإنساني الخيري والتجاري. وكان الرقم المحدد هو 10.000 دولاراً أمريكياً. ومن ثم، فطالما لا يجني المزارع أو المستفيد الفرعي من هندسة الأرز الذهبي الوراثية أكثر من 10.000 دولاراً سنوياً، فليس هناك وجه ضرورة لدفع حقوق ملكيةٍ لشركة سينجينتا من أجل الاستخدام التجاري لمنتجاتها. كما أنه لا توجد هناك أية رسومٍ للاستخدام الإنساني للأرز الذهبي للأغراض الخيرية، كما أن للمزارعين الحق في تخزين وإعادة زراعة بذوره.

## المعارضة

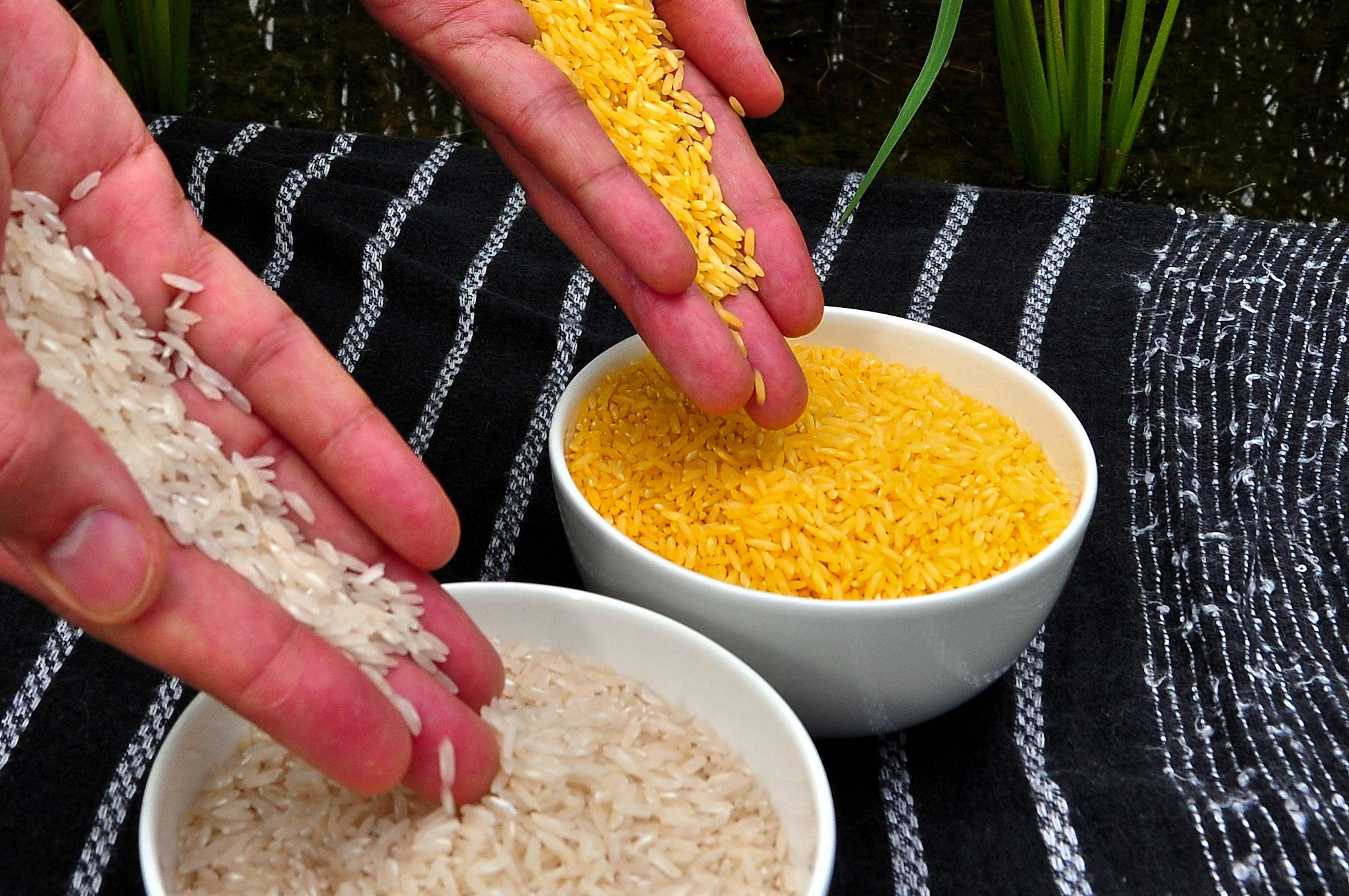
محصول رز ذهبي بالمقارنة مع رز أبيض تقليدي

أثار منتقدوا المحاصيل المهندسة وراثياً العديد من المخاوف والقلق. والتي تمثل أحدها في أن الأرز الذهبي لا يحتوى على كميةٍ كافيةٍ من فيتامين ألف. إلا أنه أُمكِنَ التغلب على تلك المشكلة من خلال تطوير سلالاتٍ جديدةٍ من الأرز. إلا أنه على الرغم من ذلك ما زالت هناك بعض الشكوك من السرعة التي قد تنخفض عندها كمية فيتامين ألف الموجودة بالنبات بعد حصاده، بالإضافة إلى تلك الكمية المتوفرة من فيتامين ألف بعد طبخه. وقد توصلت دراسةٌ أجريت عام 2009 خاصة بالأرز المسلوق والذي تناوله مجموعةٌ من المتطوعين إلى أن الأرز الذهبي يتحول إلى فيتامين ألف في البشر.
عارضت غرين بيس إطلاق أي كائنات حية معدلة وراثياً (بالإنجليزية: genetically modified organisms)‏ إلى البيئة، كما أنها قلقةٌ تجاه كون الأرز الذهبي هو بمثابة حصان طروادة والذي سيفتح الباب على مصراعيه لمزيدٍ من الاستخدام واسع النطاق للعوضيات المعدلة وراثياً.
أوضحت فاندانا شيفا وهي ناشطة هندية مناهضة للعضويات المعدلة وراثياً أن المشكلة لا تكمن في أن للمحصول الجديد أوجه قصورٍ معينةٍ، إلا أنها تتمثل في أنه توجد بعض المشكلات المحتملة مع الفقر ضياع فرص التوافر الحيوي للمحاصيل الغذائية. وقد تفاقمت تلك المشكلات من خلال ضبط المؤسسات للزراعة القائمة على الأغذية المعدلة وراثياً. وبالتركيز على مشكلاتٍ ضيقةٍ (كنقص فيتامين ألف)، أوضحت شيفا، فإن أنصار قضية الأرز الذهبي يطمسون القضية الأكبر والخاصة بنقص التوافر الحيوي للعديد من مصادر الأغذية الكافية غذائياً. في حين أوضحت مجموعاتٍ أخرى أن الوجبة المتنوعة المحتوية على أغذيةٍ غنيةٍ بفيتامين ألف ومنها على سبيل المثال البطاطا الحلوة، الخضراوات خضراء الأوراق الفاكهة تمد الأطفال بكميةٍ كافيةٍ من فيتامين ألف.
وبسبب تناقص الدراسات الواقعية، والشك في أعداد الأفراد المستخدمين للأرز الذهبي، أوضح خبير سوء التغذية العامل بمنظمة الصحة العالمية، فرانسيسكو برانكا أن: "إعطاء المكملات، تحصين الأغذية القائمة بفيتامين ألف، وتدريس الأفراد أن يزرعوا الجزر أو النباتات خضراء الأوراق، لهي، في وقتنا هذا، تمثل حلاً أكثر وعيداً لمحاربة المشكلة."

## وصلات خارجية
- مشروع الأرز الذهبي
- محاصيل الوهم: رؤي الأرز الذهبي من الأرض: تقرير مشترك بواسطة بيوثاي (ثايلاند)، سيديك (كولومبيا)، مركز تطوير أبحاث الاتصالات والخدمات DRCSC (الهند)، غرين، ماسيباغ (الفلبين)، بان- أندونيسيا وأوبينيغ (بنغلاديش)